# Anthophora kazabi
Anthophora kazabi är en biart som beskrevs av Banaszak 1984. Anthophora kazabi ingår i släktet pälsbin, och familjen långtungebin. Inga underarter finns listade i Catalogue of Life.